# 鈴音まゆ
鈴音 まゆ（すずね まゆ、2004年12月7日- ）は、日本のAV女優。事務所はys-entertainment（ワイズエンターテインメント）に所属。

## 経歴
2024年2月にMOODYZ専属女優としてデビュー。AV女優の巴ひかり（滝冬煇）は実姉。
同年2月11日週FANZA動画フロアランキングにおいて、デビュー作『新人 夢はアイドル衣装デザイナー専属鈴音まゆAVデビュー 昭和顔の9頭身 超敏感スレンダー現役女子大生』が初登場5位にランクイン。
2024年6月10日週FANZAレンタルフロアランキングにおいて、前出のデビュー作が4位にランクイン、6月17日週同ランキングで同作が6位となる。
2025年の三立新聞網では茜まゆと改名し、福岡県内の風俗店に勤務していることが報道された。

## 人物
趣味はゲーム。好きな作品は『月に寄り添う乙女の作法』、『夏ノ鎖』。特技はイラストを描く事。
自称・平たい胸族族長。元々、母親に付けられた愛称で、気に入って自身でも名乗っている。母親の胸は大きく、クラスメイトもだんだん大きくなっていく中、中学時代は自分の胸のサイズがコンプレックスであり嫌だったが、高校に入るあたりでこれが私の個性と受け入れた。自宅ではノーブラで過ごしており、ブラジャーをつけても引っかかるところがないため歩いているとどんどん上にずり上がり、ブラの意味がなくなっていくのが唯一の悩み。
AVデビューの際は需要があるのか不安だったが、「意外と受け入れてもらい嬉しかった」と答えている。作品レビューで感心した表現は「まな板にのど飴」。
AVライターのさおりは「プレイの幅が広く、痴女でもドMでもこなせちゃうのも素晴らしい」と論評している。

## 作品
◎はBD版発売作品。

### アダルトDVD / BD
- 新人 夢はアイドル衣装デザイナー専属 鈴音まゆAVデビュー 昭和顔の9頭身 超敏感スレンダー現役女子大生 鈴音まゆ（2月6日、MOODYZ）◎
- はじめてイッちゃった 手足の長い9頭身スレンダー妹が敏感潮吹きイキまくり3本番 鈴音まゆ（3月19日、MOODYZ）◎[10]
- 彼女の双子の妹がこっそりセックスOKで僕を誘惑 鈴音まゆ（4月16日、MOODYZ）
- 彼女の双子のお姉さんが肉食すぎるアプローチで僕を誘惑 滝冬ひかり（4月16日、MOODYZ）◎ ※主演は滝冬ひかり。鈴音は脇役（妹役）で出演。
- 解禁 生まれて初めての中出し性交　スレンダーBODY突き上げFUCK イってるってばぁ状態でもやめない中出し3本番 鈴音まゆ（5月21日、MOODYZ）
- ガチナンパ! 包茎・インポに悩む童貞くんに興奮しちゃって「入れちゃおっか?」 誘惑するも「初めては彼女がいいので…」 まさかの拒否!! ガマンできずに生チ○ポを挿入して「中に出していいから止めないで!!」 イキ散らかす筆おろし女子! ちょっとだけ!と挿入強行! 中出し16発!（11月15日、ピーターズ）
- ちび童貞達に媚薬を飲まされ昼間から病室で何度も中出しされる高身長170cm女ナース 鈴音まゆ（11月19日、本中）
- サウナ女子とSEX SNSで出会った趣味・サウナのアパレル店員（24）とプライベートサウナで巣ごもりSEX（12月3日、ナンパJAPAN）
- やくざいし 非合法的処方箋 理性崩壊イクイク絶頂 杉〇区やっきょく勤務4名（12月5日、素人39）
- ナンパした貧乳美女が生意気すぎる絶倫痴女でエロマンガみたいに搾精されてしまった 鈴音まゆ（12月16日、MAXING）

- 江の島ビーチで輝くビキニGALの皆さん!! 「童貞美大生のデッサンモデルになってくれませんか?」 2ナイスボディをデッサン中にフル勃起しちゃってうまく描けない童貞君に開放的なビキニ娘はムラムラ最高潮ww 「エッチしてみる」そのまま祝筆おろし中出しSP（1月10日、赤面女子）
- 美脚すぎるモデル志望のJD まゆ (20)（1月27日、First Star）
- 素人セフレドキュメント バイト先の先輩と生でハメ倒すJD まゆ（2月18日、パコパコ団とゆかいな仲間たち/妄想族）
- 鈴音まゆ MOODYZコンプリートBOX8時間BEST 主演4作品ほぼ丸ごと収録（3月4日、MOODYZ）※単体ベスト
- 地方局女子アナガチナンパ 地上波キャスターが奇跡のAV出演 → 包茎男子と連続生中出しSEX（5月23日、赤面女子）

### アダルトVR
- 鈴音まゆ 初8KVR キス回数100回以上 気持ちイイ… キス射精までずっとしよ 2SEX! 真面目だけどHな彼女の妹に痴女られたボク（2024年5月22日、MOODYZ）
- 4人でクラスの男子全員卒業させました 鈴音まゆ 白石もも 久和原せいら 北岡果林（2025年2月5日、本中）

### アダルト動画配信
- ゆず (hoi342)（9月25日、素人ホイホイZ）
- MAYUNE (sth099)（10月23日、素人ホイホイSH）
- NEZU (tow011)（11月8日、素人ホイホイtower）
- みお (endx506)（11月13日、E★ナンパDX）
- 【美尻で美脚】高身長スレンダーボディ女子大生参戦! 布面積極小の水着から透き通るような美白肌とプリケツがまる見え! 彼氏公認出演とはいえ彼氏が泣いちゃうレベルで感じまくりで連続絶頂! 潮も吹きまくり! 彼氏じゃない極太チ●ポでドスケベ喘ぎ声をあげながらイキまくる!  【初撮り】ネットでAV応募→AV体験撮影 2259 まゆ 21歳 大学生（12月1日、シロウトTV）
- S・M (spay499)（12月2日、素人ペイペイ）
- 女生徒S275 (oremo275)（12月6日、俺の素人-Z-）
- マジ軟派、初撮。 2110 まゆ 23歳 デザイナー  9頭身は本当にいたんだ! 高身長スレンダー美女が銀座に降臨! スラっとした手足に色白の肌! そしてナチュラルな陰毛! すべてが美しい! 色白美肌が桃色に変化! もう腰振りが止まらない!!（12月10日、ナンパTV）

- まゆ (oreco956)（1月7日、俺の素人-Z-）
- 鈴音アナ (orecz110)（5月9日、俺の素人-Z-）

## 製品

### アダルトグッズ
オナホール
- 鈴音まゆの蜜壷（2024年10月16日、ドリームエッジ）

## 出演

### ウェブラジオ
- 鈴音まゆのおしゃべり爆弾（2024年5月16日[12] - 7月19日、ラジオクロニクル）